# Konjeništvo
Konjeništvo oziroma jahanje konj se nanaša na spretnosti ježe, vožnje, steeplechasing in skakanje s konji. Ta širok opis vključuje rabo konjev za delovne namene, prevoz, rekreacijske dejavnosti, umetniške in kulturne dejavnosti ter tudi športnih tekmovanj.

## Pregled konjeniških dejavnosti
Konje se trenira za praktične delovne namene, npr. v policijskih enotah, lahko pa tudi za delo na ranču za nadzor črede živali. Konje se uporablja tudi za tekmovalne športne aktivnosti, kot so dresura, vzdržljivostna jahanja konj, tekmovanja konj v preskakovanju ovir, reining, vaulting, polo, konjske dirke, vodeno jahanje, vožnja s kočijami in rodeo. Nekatere popularne oblike tekmovanj so združene v konjskih predstavah, kjer konji nastopajo v širokem spektru različnih disciplin. Konje se uporablja za rekreativno ježo, ki ni tekmovalne narave, kot je npr. lov na lisice ali enostavno za ježo v naravi. Skoraj povsod po svetu je mogoče najti jahalne poti; številni parki, ranči ali javni hlevi ponujajo vodeno in samostojno jahanje. Konje se uporablja tudi v terapevtske namene, tako na specializiranih parakonjeniških tekmovanjih, kot tudi nekonkurenčnem jahanju za izboljšavo človekovega zdravja in čustvenega razvoja. 
Konji sodelujejo na kasaških dirkah, konjskih razstavah in drugih vrst razstav, pri zgodovinskem prikazu dogodkov in drugih ceremonij. Številni konji pa so še vedno uporabljeni za praktične namene za kmetovanje.
Konje se uporablja tudi v javnih službah: na tradicionalnih obredih (parade, pogrebi), v policiji, prostovoljno nadzorstvo, ter tudi za iskanje in reševanje s pomočjo konj.
Jahalne dvorane omogočajo usposabljanje, tako konja, kot jahača, v vseh vremenskih razmerah, kot tudi notranje konkurenčno jahanje.

## Zgodovina uporabe konj
Kljub polemiki točnega datuma, kdaj so bili konji udomačeni ter kdaj se jih je začelo jahati, se ocenjuje, da se je to zgodilo okoli 4500 let p. n. št. Posredni dokazi predpostavljajo, da so bili konji uporabljeni za ježo veliko prej, preden se jih je začelo uporabljati za vleko prevoznih sredstev. Obstajajo nekateri dokazi, da so pred približno 6000 leti, blizu rek Dneper in Don, ljudje uporabljali na konjih brzdo. O uporabi konj v delovne namene pa arheološki dokazi, da so bili uporabljeni za vožnjo bojnih vozov. V preteklosti so bili bojni vozovi uporabljeni kot del lahke in tudi težke konjenice. Konji imajo v zgodovini človeštva povsod po svetu zelo pomembno vlogo, saj so se uporabljali za vojskovanje, pa tudi prevoz, trgovino in v kmetijstvu.

## Tekmovanje konj
Človeštvo že dolgo izraža željo po znanju, kateri konj ali konji so najhitrejši ter tudi željo po tekmovanju s konji, ki ima že starodavne korenine. Prav tako ima tudi hazardiranje na konjskih dirkah dolgo zgodovino. Angleški polnokrvni konj (Thoroughbreds) je pasma konj, ki ima ugled tekmovalne pasme. 

## Internacionalne in olimpijske discipline
Konjeniški dogodki so bili prvič vključeni v moderne Olimpijske igre leta 1900. Vse tri discipline, ki so jih izvajali l. 1912, lahko še danes vidimo kot del Olimpijskih iger. Discipline, v katerih se tekmuje na Olimpijskih igrah, urejajo pravila, ki jih določa Mednarodna konjeniška zveza. 
- Dresura vključuje progresivni trening na visoki ravni poogona, zbranosti in poslušnosti. Konkurenčna dresura ima namen prikazati naravne gibe konja na zahtevo in brez razmišljanja.[4]
- Skakanje čez ovire obsega sposobnost jahača in konja, da čim hitreje skočita preko več vrst ovir, v določenem vrstnem redu s čim manj podrtih ovir.
- Tridnevna preizkušnja v konjeništvu (Eventing) pa združuje poslušnost pri dresuri skupaj z atletskimi sposobnostmi preskakovanja ovir in kros (cross-country jumping) s preskakovanjem naravnih ovir, kot so skoki čez hlode dreves, kamnitimi zidovi, pobočja, jarke in vodo, ter to poskuša končati v nekem "optimalnem času." "Steeple Chase" faza, pa je sedaj izključena iz večine velikih tekmovanjih, da bi stvari potekale v skladu z Olimpijskimi standardi.

Dodatne mednarodna tekmovanja, vendar ne olimpijske discipline, ki jih ureja Mednarodna konjeniška zveza so tudi: kombinirana vožnja, vzdržljivosti, reining in oboki. Te discipline so del Svetovnih konjeniških iger, ki potekajo vsaka štiri leta. Potekajo pa tudi številna druga svetovna prvenstva.

## Parakonjeniška tekmovanja
Parakonjeniška tekmovanja na mednarodni ravni, ki vključujejo tudi Paralyimpics, ureja Mednarodna konjeniška zveza in omogoča sodelovanje na sledečih tekmovanjih: 
- Parakonjeniška dresura poteka po enakih pravilih kot konvencionalna dresura, le da so jahači razdeljeni v različne tekmovalne stopnje, ki temelji na njihovih funkcionalnih sposobnostih.
- Parakonjeniška vožnja prav tako razvrsti tekmovalce v različne razrede glede na njihovo spretnost.[5]

## Rodeo
Rodeo vključuje sledeče lahko tekmujejo na sledečih tekmovanjih:
- Tekmovanje v jahanju okrog sodov ter tekmovanje jahanja med drogi – na rodeo dogodkih kot sta Gymkhana ali O-Mok-See, je pomembna hitrost in gibčnost konja ter tudi jahača. Na nekaterih profesionalnih, sankcioniranih rodeih je to izključno šport za ženske.

Pri tekmovanju jahanja okrog sodov, konj in jahač v galopirata okrog sodov v vzorcu deteljice, kjer je treba spretno in brez trkov v sode priti na cilj. 
Na tekmovanju jahanja med drogi pa je treba odjahati dolžino med šestimi pokončnimi drogi, kjer so potrebni ostri zavoji med drogi. Na koncu se obrneš in odjahaš dolžino na začetek. 
- Tekmovanje v lovu na govedo – na tem tekmovanju pa jahači skočijo s konja na vola in ga na silo potisnejo na tla, tako da ga zagrabijo za roge. To je verjetno fizično najbolj nevaren dogodek na rodeih za kavboje, ki veliko tvegajo, ko skočijo s konja na bežečega vola.

## Oprema

### Sedla in dodatki
Za sedlanje konja potrebujemo:
- sedelno ogrodje (po navadi je narejeno iz lesa ali plastike in prevlečeno s tkanino ali usnjem)
- podsedelnico, da je konju udobneje
- sedelni pas
- stremenice
- stremena ali varnostna stremena

### Uzda
- je po navadi usnjena in sestavljena iz več trakov
- brzda je del uzde, ki se jo namesti v konjeva usta
- vajeti

Konju lahko za dodatno zaščito namestimo tudi ščitnike, ki jih varujejo pred udarjanjem nog, druge ob drugo. Neobvezna oprema so tudi naušniki.